# Electrophaes ruptata
Electrophaes ruptata là một loài bướm đêm trong họ Geometridae.